# Ellensburg
Ellensburg est une ville des États-Unis, siège du comté de Kittitas dans l'État de Washington. Sa population s’élevait à 18 174 habitants lors du recensement de 2010, estimée à 20 326 habitants en 2017.

## Histoire
La ville a été incorporée en 1883 et nommée en 1885 d'après le prénom de la femme du premier facteur (John A. Shoudy) Mary Ellen. Son nom était alors Ellensburgh mais le « h » final finit par être abandonné en 1894 sous la pression du United States Postal Service et du United States Board on Geographic Names.

## Géographie
Ellensburg est située juste à l'est de la chaîne des Cascades près de la rivière Yakima, au croisement entre les autoroutes Interstate 90 et Interstate 82. Le climat de la ville est nettement plus sec que le climat que l'on trouve dans l'ouest de l'État.

## Éducation
La Central Washington University se trouve à Ellensburg.

## Personnalités liées à la ville
- Byron Beck (1945-), joueur de basket-ball, est né à Ellensburg ;
- David Wilkie (1974-), joueur de hockey sur glace, est né à Ellensburg ;
- Drew Bledsoe (1972-), joueur de football américain, est né à Ellensburg ;
- Mark Lanegan (1964-2022), chanteur, est né à Ellensburg.

## Source
- (en) Cet article est partiellement ou en totalité issu de l’article de Wikipédia en anglais intitulé « Ellensburg, Washington » (voir la liste des auteurs).